# 貝利斯姆冰川
貝利斯姆冰川（英語：Bellisime Glacier），是南極洲的冰川，位於埃爾斯沃思地的瑟斯頓島，處於邁爾斯冰川以東，全長7公里，現時由南極條約體系管理。